# Richard Madden

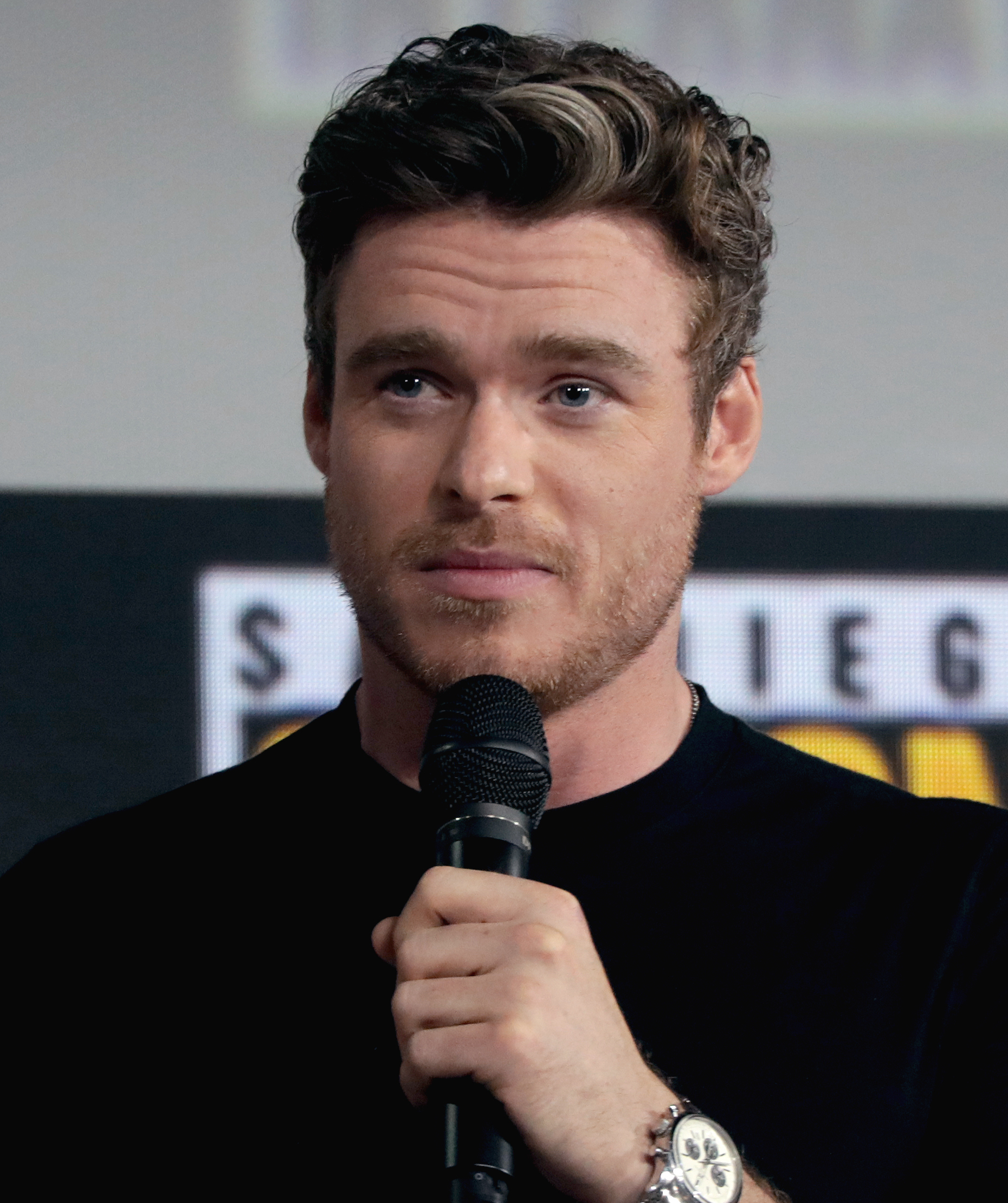
Richard Madden auf der San Diego Comic-Con International 2019

Richard Madden (* 18. Juni 1986 in Elderslie) ist ein schottischer Schauspieler. Internationale Bekanntheit erlangte er durch seine Rolle des Robb Stark in der Fantasy-Serie Game of Thrones.

## Leben
Madden ist der Sohn eines Feuerwehrmannes und einer Schulassistentin und wuchs in seiner Geburtsstadt Elderslie bei Glasgow auf. Im Alter von 11 Jahren schloss er sich am Paisley Arts Centre dem Jugendtheater-Programm an, um seine Schüchternheit zu überwinden. Er wurde bald in einer Hauptrolle als Sebastian in der Fernsehserie Barmy Aunt Boomerang besetzt, die in 6 Folgen von 1999 bis 2000 ausgestrahlt wurde. Er studierte dann ab 2007 an der Royal Scottish Academy of Music and Drama.
Während dieser Zeit spielte er im Stück Mensch Meier (englisch: Tom Fool) von Franz Xaver Kroetz und wurde von einem Team des Globe Theatre entdeckt. Dort spielte er im letzten Semester seines Theaterstudiums den Romeo in einer Inszenierung von Romeo und Julia an zahlreichen Open-Air-Bühnen im Sommer. 2009 erhielt er die Hauptrolle als Dean McKenzie in der BBC-Serie Hope Springs. 2010 spielte er Ripley im Film Chatroom. 2011 war er unter anderem in der sechsteiligen Channel-4-Serie Sirens als Ashley Greenwick zu sehen.
Von 2011 bis 2013 hatte er drei Staffeln lang die Hauptrolle des Robb Stark in der HBO-Serie Game of Thrones inne, der Verfilmung der Fantasysaga Das Lied von Eis und Feuer von George R. R. Martin. Mit der restlichen Besetzung der Serie wurde er jeweils 2012 und 2014 für den Screen Actors Guild Award in der Kategorie Bestes Schauspielensemble in einer Dramaserie nominiert. 2012 spielte er außerdem in der zweiteiligen Miniserie Birdsong nach einem Weltkriegsroman von Sebastian Faulks. Zudem spielt er seit 2015 die Hauptrolle des Cosimo de’ Medici in der Fernsehserie Die Medici: Herrscher von Florenz.
2018 war er in der auf Netflix veröffentlichten Dramaserie Bodyguard in der Hauptrolle des Agenten David Budd zu sehen. Seine Darstellung brachte ihm einen Golden Globe Award in der Kategorie Bester Serien-Hauptdarsteller – Drama ein.
Privat war Madden von 2011 bis 2016 mit der Schauspielerin Jenna Coleman liiert.
Von 2017 bis 2018 war er mit der Schauspielerin Ellie Bamber liiert.

## Filmografie
- 1999–2000: Barmy Aunt Boomerang (Fernsehserie, 20 Folgen)
- 2000: Complicity
- 2009: Hope Springs (Fernsehserie, 8 Folgen)
- 2010: Chatroom
- 2010: Worried About The Boy (Fernsehfilm)
- 2011: Strays (Kurzfilm)
- 2011: Sirens (Fernsehserie, 6 Folgen)
- 2011–2013: Game of Thrones (Fernsehserie, 22 Folgen)
- 2012: Birdsong (Fernsehzweiteiler)
- 2013: Ein Versprechen (A Promise)
- 2014: Klondike (Miniserie, 6 Folgen)
- 2015: Cinderella
- 2015: Lady Chatterley’s Lover (Fernsehfilm)
- 2016: Bastille Day
- 2016: Die Medici (I Medici, Fernsehserie, 8 Folgen)
- 2017: Oasis (Pilotfolge)
- 2017: Philip K. Dick’s Electric Dreams (Fernsehserie, Folge 1x05)
- 2018: Ibiza
- 2018: Bodyguard (Fernsehserie, 6 Folgen)
- 2019: Rocketman
- 2019: 1917
- 2021: Eternals
- 2023: Citadel (Fernsehserie)
- 2024: Eifersucht (Killer Heat)

## Auszeichnungen und Nominierungen
Critics’ Choice Television Award

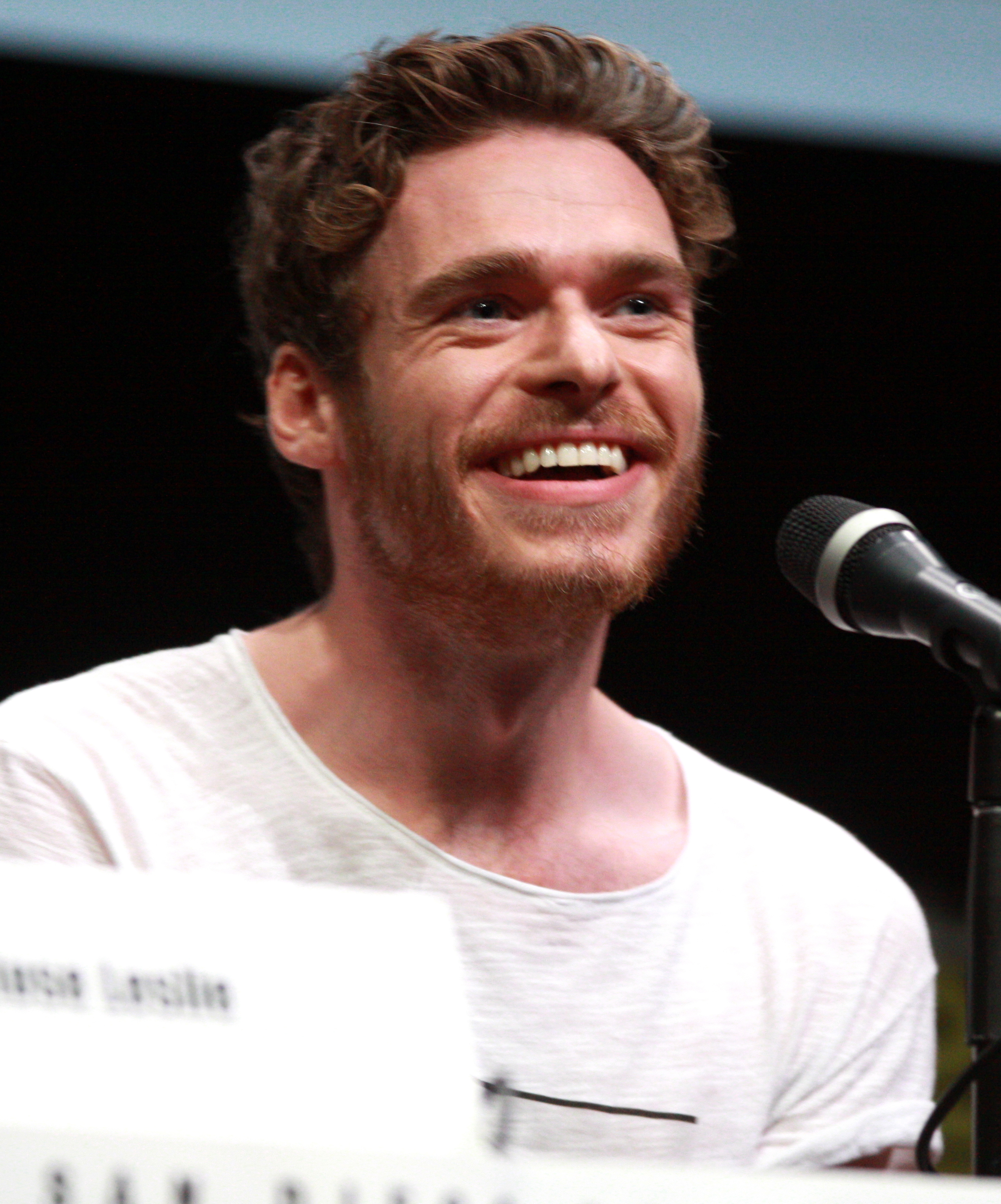
Richard Madden (2013)

- 2019: Nominierung als Bester Hauptdarsteller in einer Dramaserie für Bodyguard

Golden Globe Award
- 2019: Bester Serien-Hauptdarsteller – Drama für Bodyguard

Goldene Nymphe
- 2019: Bester Schauspieler in einer Dramaserie für Bodyguard

National Television Awards
- 2019: Bester Darsteller in einer Dramaserie für Bodyguard